# ANKRD15
ANKRD15‏ (KN motif and ankyrin repeat domains 1) هوَ بروتين يُشَفر بواسطة جين ANKRD15 في الإنسان.